# Isabelle Gautheron
Isabelle Gautheron (Villeneuve-Saint-Georges, 3 de dezembro de 1963) é uma desportista francesa que competiu no ciclismo na modalidade de pista. Ganhou uma medalha de bronze no Campeonato Mundial de Ciclismo em Pista de 1989, na prova de velocidade individual.
Participou nos Jogos Olímpicos de Verão de 1988, ocupando o 4.º lugar em velocidade individual.

## Medalheiro internacional
| Campeonato Mundial | Campeonato Mundial | Campeonato Mundial | Campeonato Mundial    |
| Ano                | Lugar              | Medalha            | Competição            |
| ------------------ | ------------------ | ------------------ | --------------------- |
| 1989               | Lyon ( França)     | Medalha de bronze  | Velocidade individual |